# Lanarvily
 Lanarvily  (en bretón Lannarvili) es una población y comuna francesa, situada en la región de Bretaña, departamento de Finisterre, en el distrito de Brest y cantón de Plabennec.

## Demografía
| 355 | 291 | 270 | 272 | 281 | 266 |
| Para los censos de 1962 a 1999 la población legal corresponde a la población sin duplicidades (Fuente: INSEE [Consultar]) |     |     |     |     |     |